# Apeadeiro de Ermesinde-A
O Apeadeiro de Ermesinde-A foi uma interface da Linha do Douro, situada junto à cidade de Ermesinde, em Portugal.

## História
Este apeadeiro situava-se no troço entre Ermesinde e Penafiel da Linha do Douro, que entrou ao serviço no dia 30 de Julho de 1875.